# Булыгинская, Мария Александровна
Мария Александровна Булыгинская (1928—2019) — советский, российский зоолог, энтомолог, доктор биологических наук, профессор.

## Биография
Родилась 8 июля 1928 года в г. Троцк, Ленинградская обл.
- 1946—1951 — студентка, Ленинградский государственный университет (ЛГУ), г. Ленинград, диплом с отличием по специальности «Зоология»,
- 1952—1955 — аспирант ВИЗР, г. Ленинград,
- 1956—1966 — младший научный сотрудник ВИЗР, г. Ленинград,
- 1966—1988 — старший научный сотрудник ВИЗР, г. Ленинград,
- 1988—1998 — ведущий научный сотрудник ВИЗР, г. Санкт-Петербург,
- 1998—2004 — старший научный сотрудник—консультант ВИЗР, г. Санкт-Петербург,
- 1955 — кандидат биологических наук; тема диссертации: «Экологическое обоснование прогноза численности большой песчанки (Rhombomys opimus Licht.) и мероприятия по борьбе с нею в Южном Узбекистане»,
- 1974 — решением ВАК присвоено учёное звание «старший научный сотрудник» по специальности «Энтомология»,
- 1983— доктор биологических наук; тема диссертации: «Химическая стерилизация насекомых и пути её применения в защите растений»
- 1991— решением ВАК присвоено учёное звание «профессор» по специальности «Энтомология»,

Скончалась 12 января 2019 года в Санкт-Петербурге. Похоронена на Северном кладбище Санкт-Петербурга.
Среди её учеников — кандидаты биологических наук: Аншелиевич Л. Л., Белоусова Т. А., Варданян Л. О., Велчева Н. В., Калинкин В. М., Кожанова Н. И., Лазуркина Н. В., Настас Ф. Н., Овсянникова Е. И., Папиян Р. Ф., Пастор М., Порсаев М. М., Радыгина Л. Ф., Чугунова Г. Д., Шамшев И. В., доктор биологических наук: Гричанов И. Я., академик Вронских М. Д.

## Основные труды
- Булыгинская М. А. Распространение мальвовой моли Pectinophora malvella Hb. (Lepidoptera, Gelechiidae) в Закавказье и развитие её на различных видах мальвовых растений // Энтомологическое обозрение. 1962. Т. 41, вып. 3, с. 516—531.
- Булыгинская М. А. О перспективах борьбы с некоторыми вредными чешуекрылыми методом половой стерилизации // Энтомологическое обозрение. 1965. Т. 44, вып. 1, с. 738—749.
- Булыгинская М. А. (сост.). Методы лучевой и химической стерилизации вредителей сельскохозяйственных культур. М., 1970.
- Булыгинская М. А., Иванова Т. В., Чугунова Г. Д. Действие цитостатических веществ на гонады некоторых чешуекрылых (Lepidoptera) // Энтомологическое обозрение. 1967. Т. 46, вып. 3, с. 569—582.
- Булыгинская М. А., Вронских М. Д. Хемостерилянты насекомых // Успехи химии. 1970. Т. 39, вып. 11, с. 2025—2049.
- Булыгинская М. А., Градинарова Н. В. Влияние неполной стерилизации бабочек яблонной плодожорки (Laspeyresia pomonella L.) на развитие и репродуктивные функции потомков // Труды ВИЗР. 1974, вып. 40, с. 44—55.
- Булыгинская М. А., Иванова Т. В., Вронских Г. Д. Влияние повторных копуляций самок полигамных видов с нормальными и стерилизованными самцами на жизнеспособность яиц // Труды ВИЗР. 1974, вып. 40, с. 82—93.
- Булыгинская М. А., Шумаков Е. М., Богданова Т. П. Исследования по разработке метода стерилизации в борьбе с яблонной плодожоркой // Труды ВИЗР. 1974, вып. 40, с. 18—43.
- Булыгинская М. А., Аншелиевич Л. Л. Стерилизация природной популяции яблонной плодожорки в половых ловушках. Л. 1977. 16 с.
- Булыгинская М. А., Велчева Н. В. Действие неполной стерилизации бабочек яблонной плодожорки Laspeyresia pomonella L. (Lepidoptera, Tortricidae) на репродуктивные функции дочерних поколений // Энтомологическое обозрение. 1977. Т. 56, вып. 3, с. 515—528.
- Булыгинская М. А., Лазуркина Н. В. Использование неполной или частичной половой стерильности в борьбе с вредителями сельского хозяйства // В кн.: Итоги науки техники. Сер. Энтомология. М., 1979. ВИНИТИ. Т. 4, с. 128—161.
- Булыгинская М. А., Чураев И. А., Танский В. И., Кораблева Н. П. и др. Вопросы современного состояния защиты растений от вредных организмов: обзорная информация. М., ВНИИТЭИСХ. 1973. 86 с.
- Булыгинская М. А. Методические указания по первичной оценке и испытанию хемостерилянтов. Л. ВИЗР. 1973.
- Булыгинская М. А., Пастор М. Действие гамма—облучения и химической стерилизации на половую активность самцов яблонной плодожорки Laspeyresia pomonella L. и их реакцию на феромон // В кн.: Использование радионуклидов и ионизирующих излучений в защите растений. Казахский НИИ защиты растений. Сб. науч. трудов. Алма—Ата. 1980, с. 88—96.
- Булыгинская М. А. Итоги и перспективы применения ловушек с феромонами для стерилизации и уничтожения вредных насекомых // В кн.: Феромоны листоверток — вредителей сельского и лесного хозяйства. Тарту, 1986, ч. 1, с. 81—97.
- Булыгинская М. А., Гричанов И. Я., Шамшев И. В. Испoльзoваниe синтeтичeских пoлoвых аттрактантoв для нарушeния oльфактoрнoй кoммуникации бабoчeк хлoпкoвoй сoвки (Heliothis armigera Hubner) в пoлeвых улoвиях. Энтомологическое обозрение. 1989. Т. 68, № 2, с. 272—275.
- Булыгинская М. А., Гричанов И. Я., Овсянникова Е. И., Шамшев И. В., Селицкая О. Г. Полевой скрининг половых аттрактантов для чешуекрылых (Lepidoptera), обитающих в северо-западном регионе России. Зоологический журнал. 1999, Т. 78(10), с. 1179—1183.
- Кузнецов В. И., Булыгинская М. А., Львовский А. Л., Мартин М. О., Миронов В. Г., Синев С. Ю., Сухарева И. Л., Фалькович М. И., Шамшев И. В., Пискунов В. И. Насекомые и клещи — вредители сельскохозяйственных культур. Санкт-Петербург, 1999. Том 3. Часть 2: Чешуекрылые.
- Булыгинская М. А., Соколова Д. В., Мезенкова Н. И. Методы оценки качества лабораторных и природных популяций яблонной плодожорки // В кн.: Феромоны листоверток — вредителей сельского и лесного хозяйства. Тарту, 1986, ч. 2, с. 139—151.
- Булыгинская М. А. (ред.). Сбор, хранение и пересылка насекомых и фитопатогенов // Методическое пособие. ВИЗР. СПб. 2001. 23 с.
- Булыгинская М. А., Поляков И. Я. О размножении большой песчанки в пустынных районах Южного Узбекистана // Труды ВИЗР. 1958. Вып. 12, с. 18—33.
- Булыгинская М. А., Владимиров В. Л., Марков Г. С. Материалы по динамике гельминтофауны большой песчанки (Rhombomys opimus Licht.) в Узбекистане // Вестник Ленинградского ун—та. 1956. № 9. Сер. Биология, вып. 2, с. 62—72.
- Булыгинская М. А., Емельянов В. А. Динамика лета самцов яблонной плодожорки Laspeyresia pomonella L. (Lepidoptera, Tortricisae) на синтетические половые феромоны в садах Северо-Запада России и определяющие её факторы // Энтомологическое обозрение. 1997. Т.76, вып. 2, с. 290—296.
- Булыгинская М. А., Ахмедов А. М., Дусманов И. Э. Биологические особенности зелёной листовертки Pandemis hondrillana H.S. (Lepidoptera, Tortricidae) в предгорной зоне Таджикистана // Энтомологическое обозрение. 1994. Т. 73, вып. 2, с. 234—237.
- Булыгинская М. А., Азизян А. А., Акопян А. С. Стерилизация природной популяции яблонной плодожорки Laspeyresia pomonella L. (Lepidoptera, Tortricidae) в горной зоне Армении // Энтомологическое обозрение. 1992. Т. 71, вып. 3, с. 46—49.
- Анисимов А. И., Булыгинская М. А. Генетический метод борьбы с вредными насекомыми в ВИЗР // В кн.: Сб. науч. трудов ВИЗР. СПб, 1999, т. 99, с. 187—200.
- Гричанов И. Я., Булыгинская М. А., Букзеева О. Н., Законникова К. В., Овсянникова Е. И. Эколого-географическая изменчивость видоспецифичности половых аттрактантов чешуекрылых. Экология. 1995. № 5, с. 277—280.
- Емельянов В. А., Булыгинская М. А. Использование феромонов для борьбы с яблонной плодожоркой Laspeyresia pomonella L. (Lepidoptera, Tortricidae) методом элиминации и дезориентации самцов. Энтомологическое обозрение. 1999. Т. 78, № 3, с. 555—564.
- Поляков И. Я., Булыгинская М. А., Гладкина Т. С., Мокеева Т. М. Система мероприятий по борьбе с большой песчанкой и краснохвостой песчанкой — вредителями пастбищ Средней Азии. 1954.
- Шумаков Е. М., Булыгинская М. А. Половая стерилизация как метод борьбы с вредными насекомыми // В кн.: Половая стерилизация как метод борьбы с вредными насекомыми (вступит. статья). М., 1966, с. 3—13.

АВТОРСКИЕ СВИДЕТЕЛЬСТВА
- Препарат для половой стерилизации вредителей сельскохозяйственных культур. № 169940. Бюлл. 7. 1964 (в соавт. с А. А. Кропачевой).
- Способ половой стерилизации вредителей сельскохозяйственных культур. № 294593. Бюлл. 7. 1971 (в соавт. с А. А. Кропачевой, Л. М. Бобровой, С. С. Исквариной).
- Способ половой стерилизации насекомых, в частности, яблонной плодожорки. № 350448. Бюлл. 27. 1972 (в соавт. с Е. Г. Сочилиным, Г. Г. Блиновой, В. И. Гульчинской).
- Аллиламиды диалкилфосфорных кислот, обладающие свойствами хемостерилянтов вредных насекомых. № 701627. Бюлл. 45. 1980 (в соавт. с Т. В. Ивановой, Л. М. Путковской, Э. Е. Нифантьевым, А. И. Завалишиной, Р. К. Магдеевой, В. С. Медведевой).